# 道の駅ロック・ガーデンひちそう

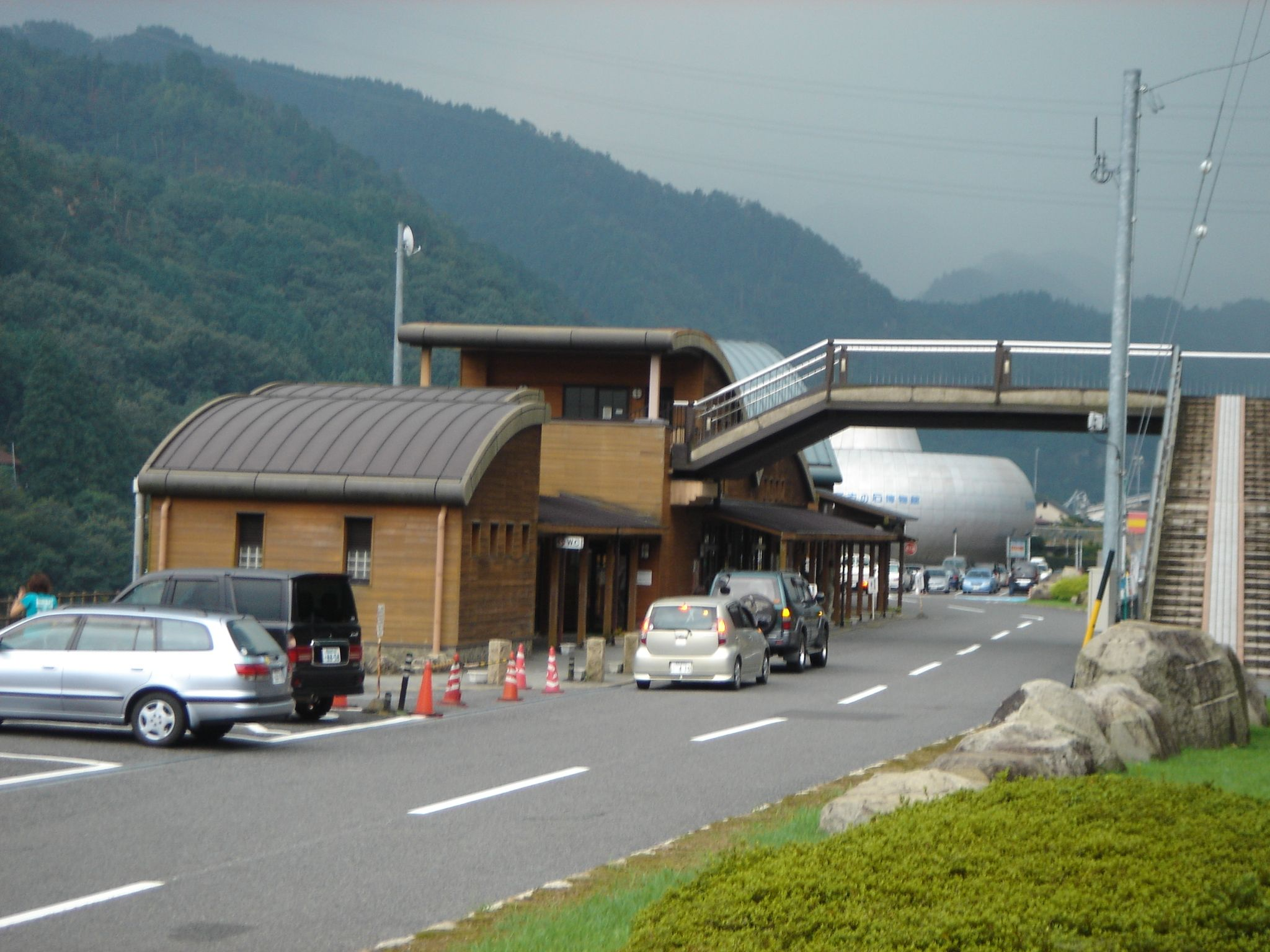

道の駅ロック・ガーデンひちそう（みちのえき ロックガーデンひちそう）は、岐阜県加茂郡七宗町にある国道41号の道の駅である。

## 施設
- 駐車場
  - 普通車：56台
  - 大型車：14台
  - 身障者用 : 4台
  - EV充電器 : 1台
- トイレ
  - 男：大 7器（2器）、小 20器（5器）
  - 女：17器（5器）
  - 身障者用：3器（1器）

※（）内は24時間使用可能
- 公衆電話
- レストラン（営業時間 09:30 - 17:30）
- 体験工房

## 休館日
- 毎週月曜日（祝日の場合は翌日）

## アクセス
- 国道41号 - 登録路線
  - 岐阜県道64号可児金山線
- JR高山本線 上麻生駅から徒歩で約15分。

## 周辺

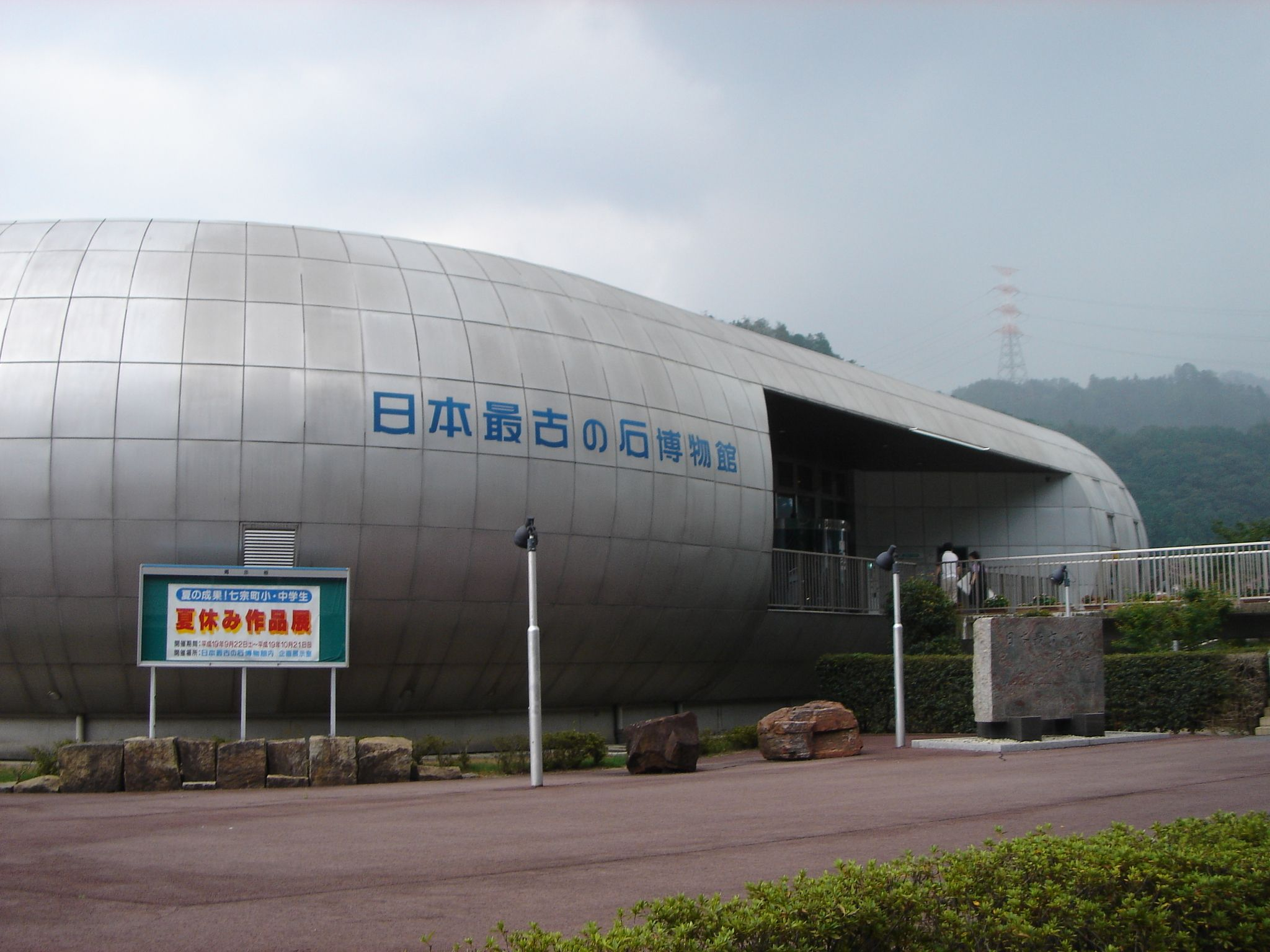
日本最古の石博物館
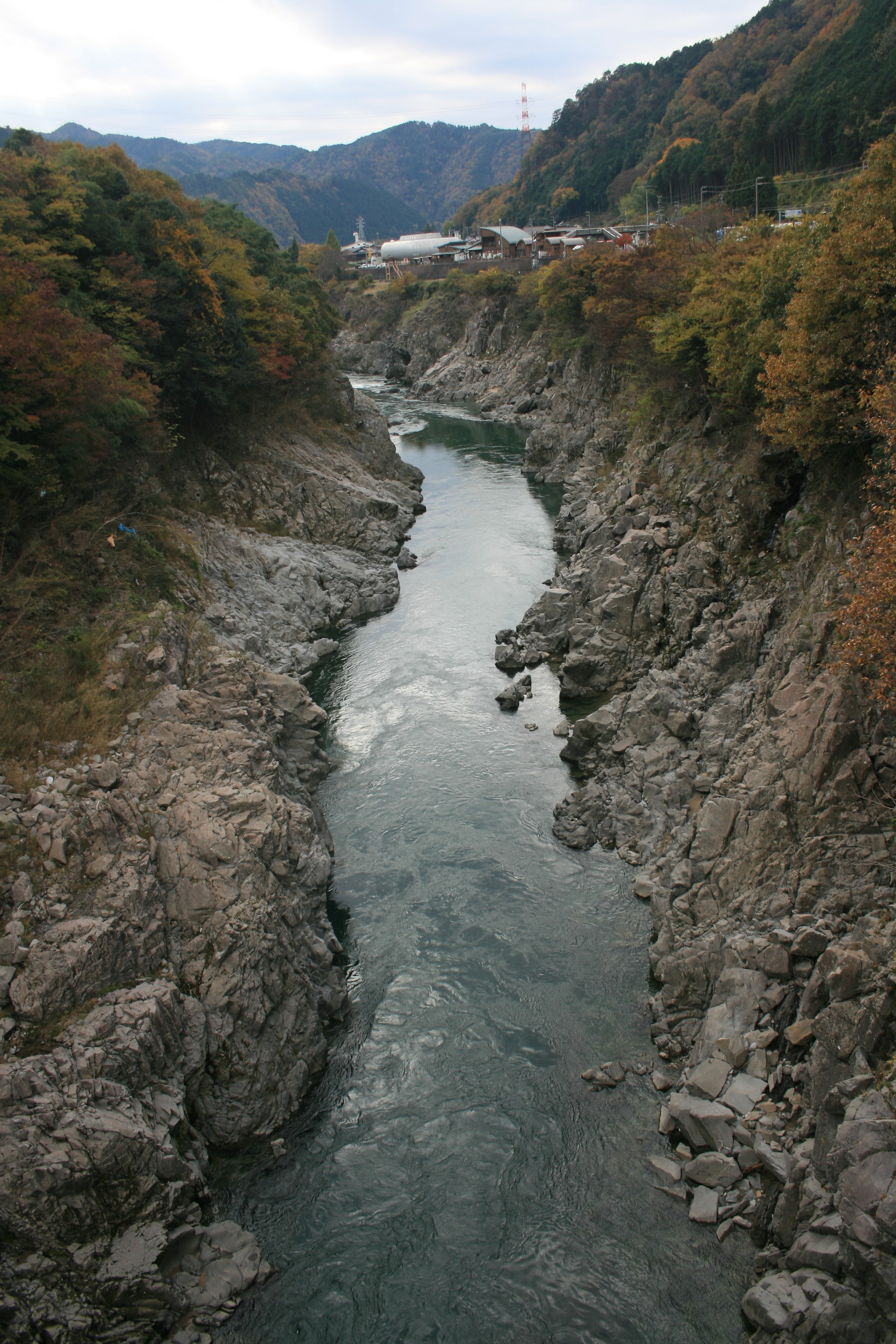
飛水峡

- 日本最古の石博物館
- 飛騨川に架かる国道41号の七宗橋から望む飛水峡と右岸奥の道の駅ロック・ガーデンひちそう